# Laemonema compressicauda
Laemonema compressicauda är en fiskart som först beskrevs av Gilchrist, 1903.  Laemonema compressicauda ingår i släktet Laemonema och familjen Moridae. Inga underarter finns listade i Catalogue of Life.